# Терминал сбора данных

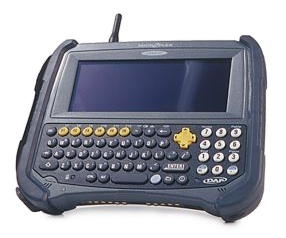
Пример ТСД

Терминал сбора данных (англ. Portable data terminal) – представляет собой портативный компьютер со встроенным сканером штрих-кода.

## Функции
В отличие от обычного сканера штрих-кодов, терминал сбора данных (сокращенно ТСД) способен самостоятельно производить полноценные торговые сделки: учёт товара, печать-штрих кодов и чеков.
Его главной функцией является идентификация, сортировка и учёт товаров. Для этого ТСД оснащён собственной флеш-памятью для хранения информации и операционной системой, позволяющей производить сортировку товаров по категориям. ТСД осуществляет считывание и запоминания введённых штрих-кодов.
Помимо считывания и запоминания введённых штрих-кодов, ТСД может осуществлять несложную обработку полученной информации (например, подсчёт количества считанных штрих-кодов, отображение связанной со штрих-кодом информации на встроенном дисплее). Конкретный набор хранимых данных, их тип и использование определяется программой, записанной в ПЗУ ТСД (задача терминала). Данные в терминалах хранятся в виде набора таблиц.
Чаще всего ТСД используются в больших магазинах, складах, больницах или на местах для доступа к базе данных из удалённого места.
Основные типы ТСД - клавиатурный и сенсорный. Эргономика клавиатурных терминалов максимально адаптирована к работе в условиях склада: может иметь "пистолетную" рукоятку, опции сканирования на дальнем расстоянии, при плохой освещенности, поддерживают работу в условиях холода, влаги, пыли. Сенсорные  терминалы более универсальны, часто используются как защищенный корпоративный телефон с более высоким уровнем защищенности и бизнес-функциями.
Из-за прекращения поддержки ОС Windows Mobile, практически все новые терминалы сбора данных имеют операционную систему Android.
Лидирующие позиции среди производителей терминалов сбора данных в мире занимают: Zebra (ранее бренды Motorolla, Symbol), Honeywell, Datalogic, Urovo, CipherLab, Unitech, Bluebird.

## Классификация
- По скорости работы терминала сбора данных зависит от способа считывания – лазерный сканер более точен и быстр, а светодиодный имеет более низкую цену.
- По способу передачи данных (синхронизации): Wifi, Bluetooth, ИК-порт и USB.
- По типу конструкции: клавиатурные и сенсорные
- По синхронизации: постоянная и offline.